# 里普角
62°15′S 58°59′W / 62.250°S 58.983°W

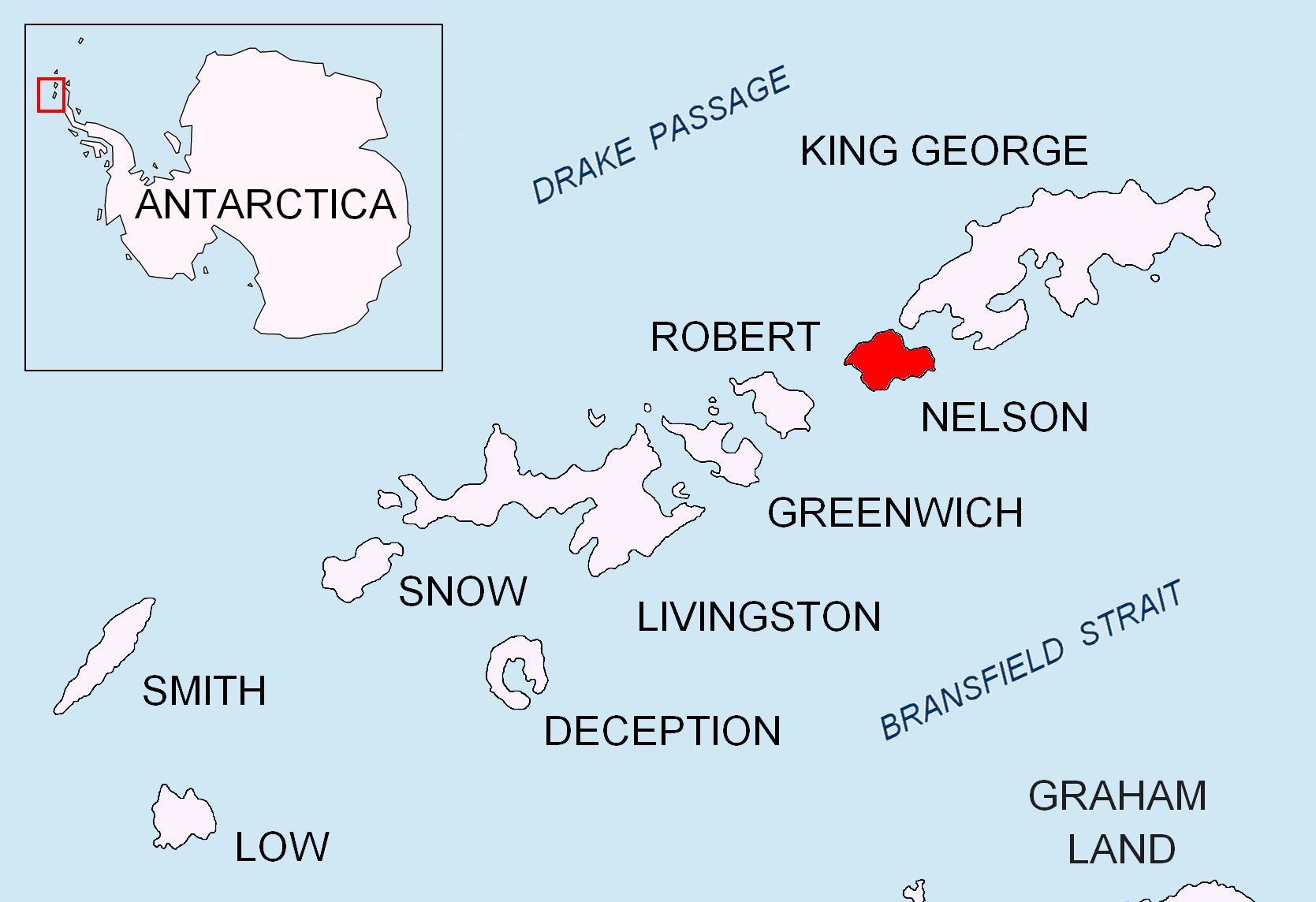

里普角（英語：Rip Point），是南極洲的海岬，位於南設得蘭群島的納爾遜島，處於菲爾德斯海峽東面入口處南部，由英國海軍命名和繪入地圖，現時由南極條約體系管理。